# Portugal Futurista
Portugal Futurista fue una revista editada en Lisboa, de la que se publicó un único número en 1917.

## Descripción
El editor de la revista, publicada en Lisboa y cuyo único número data de noviembre de 1917, fue Carlos Porfirio. Promotora del futurismo en Portugal, en ella se publicaron fragmentos de manifiestos futuristas de diversos autores vinculados con el movimiento. La revista, que incluyó contenido de naturaleza provocadora, fue cerrada por la policía lusa.
Entre los nombres de los contribuidores, que figuraban en la portada de la revista, se encontraron los de Santa Rita Pintor, José de Almada Negreiros, Amadeo de Souza-Cardoso, Apollinaire, Mario de Sá-Carneiro, Fernando Pessoa, Raul Leal y Blaise Cendrars.